# Джон Вуден
Джон Вуден (14 жовтня 1910 — 4 червня 2010, Лос-Анджелес) — колишній головний тренер баскетбольної команди Каліфорнійського університету в Лос-Анджелесі (КУЛА) «Брюїнз» на прізвисько «чарівник Вествуд Лос Анджелес».

## Життєпис
Після закінчення школи в 1928 році Вуден вступив до Університету Пердью, де його тренував Уорд «Піггі» Ламберт. У 1932 році університетська команда виграла національний студентський чемпіонат, а сам Вуден був визнаний кращим гравцем чемпіонату, також він три сезони поспіль включався в символічну збірну кращих гравців чемпіонату, чого раніше не вдавалося жодному баскетболістові. Вудена прозвали «Гумовим людиною з Індіани» за його небезпечні стрибки з падінням на паркет.
Після закінчення університету, в серпня 1932 Джон Вуден одружився з Нелл Райлі, а в вересні став баскетбольним тренером і вчителем англійської мови в старшій школі Дейтона в Кентуккі. Тренерська кар'єра Вудена почалася з невдачі — в першому сезоні під його керівництвом команда школи виграла лише 6 ігор при 11 поразках. Цей сезон є єдиним з негативною різницею перемог і поразок у кар'єрі Вудена. У 1934 році Вуден повернувся в Індіану і став працювати в старшій школі Саут-Бенда учителем англійської мови та тренером з бейсболу та баскетболу, також він підробляв редактором в місцевому видавництві. Пізніше Вуден кілька років грав професійно за команду «Індіанаполіс Каутскіс» з Національної баскетбольної ліги. У 1938 році він був включений до символічної збірної кращих гравців НБЛ.
У 1942 році Вуден записався добровольцем на флот і служив під час Другої світової війни, отримавши звання лейтенанта. Свій перший вихід в море Вуден пропустив через апендицит, а офіцер, який замінив його, загинув в результаті атаки камікадзе.
Після війни Вуден став баскетбольним і бейсбольним тренером в Учительському коледжі штату Індіана (сучасний Університеті штат Індіана). У 1946 році баскетбольна команда під його керівництвом зайняла перше місце в конференції штату Індіана і отримала запрошення на національний турнір в Канзас-Сіті, але Вуден відмовився від участі, оскільки правила турніру забороняли участь у ньому афроамериканців, а в команді Вудена грав Кларенс Уокер, темношкірий баскетболіст з Чикаго. У наступному сезоні команда університету повторила своє досягнення і знову отримала запрошення на національний чемпіонат, функціонери якого скасували обмеження на участь для афроамериканців.
У 1948 році Вуден став тренером баскетбольної команди Каліфорнійського університету в Лос-Анджелесі. Цю посаду він обіймав до 1975 року, зробивши саму успішну кар'єру в історії американського студентського баскетболу. Команда під керівництвом Вудена 10 разів ставала національним чемпіоном, причому з 1967 по 1973 роки була видана серія з семи чемпіонських титулів поспіль, також команда провела чотири сезони без жодної поразки. Багато з гравців, які пройшли школу Вудена, потім зробили успішну кар'єру в НБА, серед них можна виділити членів Зали слави Каріма Абдул-Джаббара, Білла Уолтона і Гейла Гудріча.
У 1975 році Джон Вуден вийшов на пенсію, написав кілька книг про своє життя і баскетболі. У 2003 році він був нагороджений Президентською медаллю Свободи. Помер 4 червня 2010 року в віці 99 років.